# Lumbardska psefizma
Lumbardska psefizma je starogrčki povijesni dokument epigrafskog karaktera iz 3. stoljeća prije Krista. Sadrži odluku kojom se reguliraju imovinski odnosi grčkih naseljenika na Korčuli. Osim toga, na njoj se nalazi popis naseljenika. Pronađena je koncem 19. stoljeća. Pronašao ju je mještanin 1877. na vrhu brežuljka Koludrta.
Na brežuljku Koludrtu u ruševinama srednjovjekovne crkve sv. Ivana nađeni su (1877.) ulomci grčkoga natpisa s početka IV. st. pr. Kr., najstarijega pisanoga spomenika u Hrvatskoj. Sadrži psefizmu (zaključak skupštine) kojom se reguliraju imovinski odnosi grčkih naseljenika na Korčuli i njihov odnos prema ilirskom stanovništvu. Osobito je važan popis grčkih naseljenika (sačuvano je 158 imena). Na području Lumbarde otkriveno je nekoliko grčkih grobova (među prilozima ističe se tzv. Gnathia keramika).
Josip Brunšmid je 1898. ustvrdio da je psefizma zapravo epigrafski dokument o utemeljenju starogrčke kolonije, dotada nepoznate znanosti. Brunšmid je datirao psefizmu u 4. stoljeća pr. Kr., a tu je procjenu poslije ispravio Dujam Rendić Miočević. Psefizma je kamena stela čiji je gornji završetak profiliran. Stela je od domaćeg crvenkasto-smeđeg vapnenca. Psefizma se sastoji od dva dijela. Jedan je zaključak kojim je narodna skupština utemeljila koloniju i podijelila zemlju doseljenicima. U drugom je dijelu popisano dvjesto kolonista koji su razvrstani u trima dorskim plemenima Dimanima, Hilima i Pamfilima.